# Пьер II (виконт Беарна)
Пьер II (III) (фр. Pierre  (III); ум. май 1153) — виконт Габарре и Брюлуа (Пьер III) ранее 1134 года, виконт Беарна с 1134, старший сын виконта Габарре Пьера II и Жискарды Беарнской.

## Биография
Точный год рождения Пьера неизвестен. После смерти отца он под регентством унаследовал виконтство Габарре, а также Брюлуа. В 1134 году в битве при Фраге погиб его дядя, виконт Беарна Сантюль VI, после чего виконтство унаследовала Жискарда, мать Пьера, управлявшая Беарном от имени сына. Как минимум до 1136 года в управлении Беарном принимала участие мать Жискарды, Талеза Арагонская, вдова виконта Гастона IV.
В 1147 году Пьер стал совершеннолетним и начал править самостоятельно. Как и его дед, он принимал деятельное участие в Реконкисте. В 1148 году он присоединился к крестовому походу против мавров, организованному графом Барселоны и фактическим правителем Арагона Рамоном Беренгером IV, на кузине которого Пьер был женат. Он участвовал в завоевании Тортосы, Лериды и Фраги. В награду Рамон Беренгер IV передал Пьеру Уэску и Беспен. В 1149 году Пьер обменял Рамону Беренгеру Уэску на Фрагу, которая имела для него символическое значение из-за гибели под ней Сантюля VI.
В Беарне Пьер, как и виконт Гастон IV, основал ряд больниц вдоль дороги для паломников в Сантьяго-де-Компостела, проходившей через территорию Беарна и Арагона. Но в отличие от деда, который их создавал в Сомпортском перевале, Пьер организовывал больницы в Ронсевальском ущелье. Там он в 1153 году основал монастырь Ордиос. Вскоре после этого, в мае 1153 года, Пьер умер, оставив двух малолетних детей.
Ему наследовал сын Гастон V под регентством Жискарды, матери Пьера.

## Брак и дети
Жена: ок. 1145 Мателла де Бо (ум. после октября 1175), дочь Раймонда I де Бо и Эттьенетты де Жеводан. Дети:
- Гастон V (ум. 1170), виконт Беарна, Габарре и Брюлуа с 1153
- Мария (ум. 1186), виконтесса Беарна в 1170—1173; муж: Гильом I де Монкада (до 1134—1172), сеньор де Монкада и де Вик, виконт Беарна с 1171

После смерти мужа Мателла в 1155 году вышла замуж вторично — за Сантюля III (ум. 1178), графа Бигорра и виконта Марсана.